# 羅比梅
羅比梅（学名：Flacourtia inermis）为大風子科羅庚果屬下的一个种。

## 扩展阅读
- 維基物種上的相關：羅比梅